# Seznam lodí účastnících se bitvy u Jutska

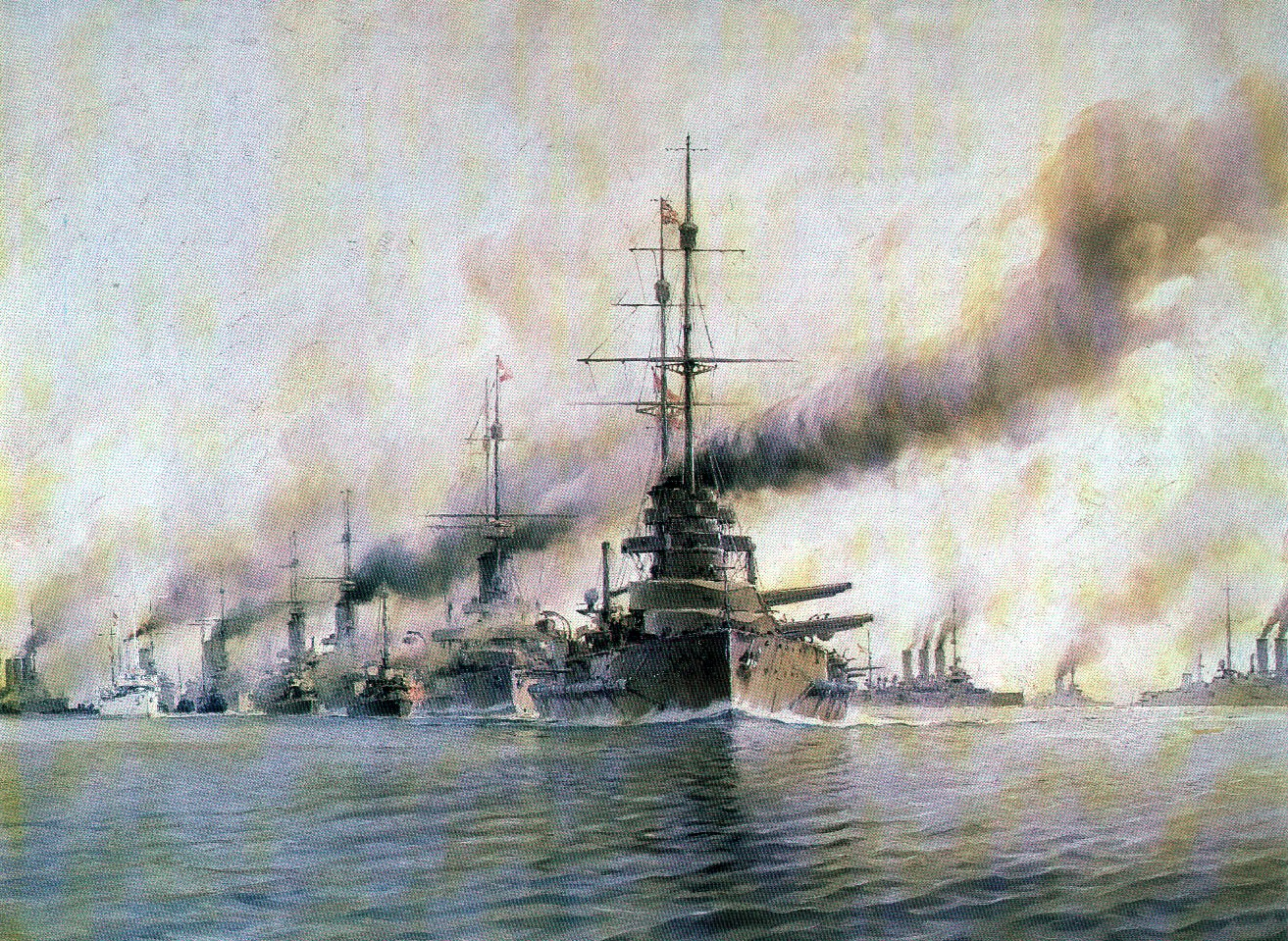
Britské loďstvo v bitvě u Jutska.

Bitvy u Jutska se účastnilo na 149 britských a 99 německých lodí. Britové do boje nasadili 28 bitevních lodí, 9 bitevních křižníků, 8 obrněných křižníků, 26 lehkých křižníků a 78 torpédoborců zatímco Němci 16 bitevních lodí, 6 řadových lodí, 5 bitevních křižníků, 11 lehkých křižníků a 61 velkých torpédovek (torpédoborců).

## Britské síly

### Bitevní loďstvo
| 5th division (5. divize)                               | | |
| viceadmirál Sir Cecil Burney                           | | |
| HMS Marlborough HMS Revenge HMS Hercules HMS Agincourt | bitevní loď třídy Iron Duke bitevní loď třídy Revenge bitevní loď třídy Colossus bitevní loď třídy Agincourt | nám. kapitán G. P. Ross nám. kapitán E. B. Kiddle nám. kapitán L. Clinton-Baker nám. kapitán H. M. Doughty |

| 6th division (6. divize)                                | | |
| kontradmirál E. F. A. Gaunt                             | | |
| HMS Colossus HMS Collingwood HMS St Vincent HMS Neptune | bitevní loď třídy Colossus bitevní loď třídy St. Vincent bitevní loď třídy St. Vincent bitevní loď třídy Neptune | nám. kapitán A. D. P. R. Pound nám. kapitán J. C. Ley nám. kapitán W. W. Fisher nám. kapitán V. H. G. Bernard |

| 1st division (1. divize)                          | | |
| viceadmirál Sir Martyn Jerram                     | | |
| HMS King George V HMS Ajax HMS Centurion HMS Erin | bitevní loď třídy King George V bitevní loď třídy King George V bitevní loď třídy King George V bitevní loď třídy Erin | nám. kapitán F. L. Field nám. kapitán G. H. Baird nám. kapitán M. Culme-Seymour nám. kapitán V. A. Stanley |

| 2nd division (2. divize)                          |                                                                                                 | |
| kontradmirál A. C. Leveson                        |                                                                                                 | |
| HMS Orion HMS Monarch HMS Conqueror HMS Thunderer | bitevní loď třídy Orion bitevní loď třídy Orion bitevní loď třídy Orion bitevní loď třídy Orion | nám. kapitán O. Backhouse nám. kapitán G. H. Borrett nám. kapitán H. H. D. Tothill nám. kapitán J. A. Fergusson |

| 3rd division (3. divize)                          | | |
| kontradmirál A. L. Duff                           | | |
| HMS Superb HMS Iron Duke HMS Royal Oak HMS Canada | bitevní loď třídy Bellerophon bitevní loď třídy Iron Duke bitevní loď třídy Revenge bitevní loď třídy Almirante Latorre | nám. kapitán E. Hyde-Parker nám. kapitán Frederic Dreyer nám. kapitán C. Maclachlan nám. kapitán W. C. M. Nicholson |

| 4th division (4. divize)                              |                                                                                               | |
| viceadmirál Sir Frederick Doveton Sturdee             |                                                                                               | |
| HMS Benbow HMS Bellerophon HMS Temeraire HMS Vanguard | bitevní loď Iron Duke bitevní loď Bellerophon bitevní loď Bellerophon bitevní loď St. Vincent | nám. kapitán H. W. Parker nám. kapitán E. F. Bruen nám. kapitán E. V. Underhill nám. kapitán J. D. Dick |

| Third Battlecruiser Squadron (3. eskadra bitevních křižníků)             | | |
| kontradmirál Horace Hood                                                 | | |
| HMS Invincible HMS Inflexible HMS Indomitable HMS Canterbury HMS Chester | bitevní křižník třídy Invincible bitevní křižník třídy Invincible bitevní křižník třídy Invincible lehký křižník třídy C lehký křižník třídy Town | nám. kapitán A. L. Cay nám. kapitán E. H. F. Heaton-Ellis nám. kapitán F. W. Kennedy nám. kapitán P. M. R. Royds nám. kapitán R. N. Lawson |

| First Cruiser Squadron (1. křižníková eskadra)                 | | |
| kontradmirál Sir Robert Arbuthnot                              | | |
| HMS Defence HMS Warrior HMS Duke of Edinburgh HMS Black Prince | obrněný křižník třídy Minotaur obrněný křižník třídy Duke of Edinburgh obrněný křižník třídy Duke of Edinburgh obrněný křižník třídy Duke of Edinburgh | nám. kapitán S. V. Ellis nám. kapitán V. B. Molteno nám. kapitán H. Blackett nám. kapitán T. P. Bonham |

| Second Cruiser Squadron (2. křižníková eskadra)     | | |
| kontradmirál H. L. Heath                            | | |
| HMS Minotaur HMS Shannon HMS Hampshire HMS Cochrane | obrněný křižník třídy Minotaur obrněný křižník třídy Minotaur obrněný křižník třídy Devonshire obrněný křižník třídy Duke of Edinburgh | nám. kapitán A. C. S. H. D'Eath nám. kapitán J. S. Dumaresq nám. kapitán H. J. Savill nám. kapitán E. La T. Leatham |

| Fourth Light Cruiser Squadron (4. eskadra lehkých křižníků)    | | |
| komodor C. E. Le Mesurier                                      | | |
| HMS Calliope HMS Constance HMS Caroline HMS Royalist HMS Comus | lehký křižník třídy C lehký křižník třídy C lehký křižník třídy C lehký křižník třídy Arethusa lehký křižník třídy C | komodor C. E. Le Mesurier nám. kapitán C. S. Townsend nám. kapitán H. R. Crooke nám. kapitán H. Meade nám. kapitán A. G. Hotham |

| Fourth Destroyer Flotilla (4. flotila torpédoborců) | | |
| nám. kapitán C. J. Wintour                          | | |
| vedoucí lodě flotily                                | velitelské lodě torpédoborců třídy Faulknor | HMS Tipperary, HMS Broke |
| 1 torpédoborec třídy Admiralty M :                  | HMS Ophelia | |
| 16 torpédoborců třídy K :                           | HMS Acasta, HMS Achates, HMS Ambuscade, HMS Ardent, HMS Christopher, HMS Contest, HMS Fortune, HMS Garland, HMS Hardy, HMS Midge, HMS Owl, HMS Porpoise, HMS Shark, HMS Sparrowhawk, HMS Spitfire, HMS Unity | HMS Acasta, HMS Achates, HMS Ambuscade, HMS Ardent, HMS Christopher, HMS Contest, HMS Fortune, HMS Garland, HMS Hardy, HMS Midge, HMS Owl, HMS Porpoise, HMS Shark, HMS Sparrowhawk, HMS Spitfire, HMS Unity |

| Eleventh Destroyer Flotilla (11. flotila torpédoborců) | | |
| komodor J. R. P. Hawksley                              | | |
| vedoucí lodě flotily                                   | lehký křižník třídy C velitelská loď torpédoborců třídy Marksman | HMS Castor HMS Kempenfelt |
| 11 torpédoborců třídy Admiralty M                      | HMS Magic, HMS Mandate, HMS Manners, HMS Marne, HMS Martial, HMS Michael, HMS Milbrook, HMS Minion, HMS Mons, HMS Moon, HMS Morning Star, HMS Mounsey, HMS Mystic, HMS Ossory | HMS Magic, HMS Mandate, HMS Manners, HMS Marne, HMS Martial, HMS Michael, HMS Milbrook, HMS Minion, HMS Mons, HMS Moon, HMS Morning Star, HMS Mounsey, HMS Mystic, HMS Ossory |

| Twelfth Destroyer Flotilla (12. flotila torpédoborců) | | |
| nám. kapitán A. J. B. Stirling                        | | |
| vedoucí lodě flotily                                  | Velitelská loď torpédoborců třídy Faulknor Velitelská loď torpédoborců třídy Marksman                                                                                             | HMS Faulknor HMS Marksman |
| 14 torpédoborců třídy Admiralty M                     | HMS Maenad, HMS Marvel, HMS Mary Rose, HMS Menace, HMS Mindful, HMS Mischief, HMS Munster, HMS Narwhal, HMS Nessus, HMS Noble, HMS Nonsuch, HMS Obedient, HMS Onslaught, HMS Opal | HMS Maenad, HMS Marvel, HMS Mary Rose, HMS Menace, HMS Mindful, HMS Mischief, HMS Munster, HMS Narwhal, HMS Nessus, HMS Noble, HMS Nonsuch, HMS Obedient, HMS Onslaught, HMS Opal |

### Svaz bitevních křižníků
| First Battlecruiser Squadron (1. eskadra bitevních křižníků) | | |
| kontradmirál O. de B. Brock                                  | | |
| HMS Princess Royal HMS Lion HMS Queen Mary HMS Tiger         | bitevní křižník třídy Lion bitevní křižník třídy Lion bitevní křižník třídy Lion bitevní křižník třídy Tiger | nám. kapitán W. H. Cowan nám. kapitán A. E. M. Chatfield nám. kapitán C. I. Prowse nám. kapitán H. B. Pelly |

| Second Battlecruiser Squadron (2. eskadra bitevních křižníků) |                                                                         |                                                        |
| kontradmirál W. C. Pakenham                                   |                                                                         |                                                        |
| HMS New Zealand HMS Indefatigable                             | bitevní křižník třídy Indefatigable bitevní křižník třídy Indefatigable | nám. kapitán J. F. E. Green nám. kapitán C. F. Sowerby |

| Fifth Battle Squadron (5. bitevní eskadra)     | | |
| kontradmirál H. Evan-Thomas                    | | |
| HMS Barham HMS Valiant HMS Warspite HMS Malaya | bitevní loď třídy Queen Elizabeth bitevní loď třídy Queen Elizabeth bitevní loď třídy Queen Elizabeth bitevní loď třídy Queen Elizabeth | nám. kapitán A. W. Craig nám. kapitán M. Woollcombe nám. kapitán E. M. Philpotts nám. kapitán A. D. E. H. Boyle |

| First Light Cruiser Squadron (1. eskadra lehkých křižníků) | | |
| komodor E. S. Alexander-Sinclair                           | | |
| HMS Galatea HMS Phaeton HMS Inconstant HMS Cordelia        | lehký křižník třídy Arethusa lehký křižník třídy Arethusa lehký křižník třídy Arethusa lehký křižník třídy Arethusa | komodor E. S. Alexander-Sinclair nám. kapitán J. E. Cameron nám. kapitán B. S. Thesiger nám. kapitán T. P. H. Beamish |

| Second Light Cruiser Squadron (2. eskadra lehkých křižníků) | | |
| komodor W. E. Goodenough                                    | | |
| HMS Southampton HMS Birmingham HMS Nottingham HMS Dublin    | lehký křižník třídy Town lehký křižník třídy Town lehký křižník třídy Town lehký křižník třídy Town | komodor W. E. Goodenough nám. kapitán A. A. M. Duff nám. kapitán C. B. Miller nám. kapitán A. C. Scott |

| Third Light Cruiser Squadron (3. eskadra lehkých křižníků) | | |
| kontradmirál T. D. W. Napier                               | | |
| HMS Falmouth HMS Yarmouth HMS Birkenhead HMS Gloucester    | lehký křižník třídy Town lehký křižník třídy Town lehký křižník třídy Town lehký křižník třídy Town | nám. kapitán J. D. Edwards nám. kapitán T. D. Pratt nám. kapitán E. Reeves nám. kapitán W. F. Blount |

| Seaplane carrier (Nosič hydroplánů) |                                                                                |                                                                                 |
| HMS Engadine HMS Onslow HMS Moresby | nosič hydroplánů torpédoborec třídy Admiralty M torpédoborec třídy Admiralty M | korv. kapitán C.G. Robinson korv. kapitán J.C. Tovey korv. kapitán R.V. Allison |

| First Destroyer Flotilla (1. flotila torpédoborců) | | |
| nám. kapitán C. D. Roper                           | | |
| vedoucí loď flotily                                | předzvědný křížník třídy Active                                                                               | HMS Fearless                                                                                                  |
| 9 torpédoborců třídy Acheron                       | HMS Acheron, HMS Ariel, HMS Attack, HMS Badger, HMS Defender, HMS Goshawk, HMS Hydra, HMS Lapwing, HMS Lizard | HMS Acheron, HMS Ariel, HMS Attack, HMS Badger, HMS Defender, HMS Goshawk, HMS Hydra, HMS Lapwing, HMS Lizard |

| Thirteenth Destroyer Flotilla (13. flotila torpédoborců) | | |
| nám. kapitán J. U. Farie                                 | | |
| vedoucí loď flotily                                      | lehký křižník třídy C                                                                                              | HMS Champion |
| 9 torpédoborců Admiralty M                               | HMS Moresby, HMS Narborough, HMS Nestor, HMS Nicator, HMS Nomad, HMS Obdurate, HMS Onslow, HMS Pelican, HMS Petard | HMS Moresby, HMS Narborough, HMS Nestor, HMS Nicator, HMS Nomad, HMS Obdurate, HMS Onslow, HMS Pelican, HMS Petard |
| 1 torpédoborec třídy Yarrow M                            | HMS Nerissa | |

| detašované lodě Tenth Destroyer Flotilla (10. flotily torpédoborců) |                              |
| freg. kapitán J.C. Hodgson                                          |                              |
| 2 torpédoborce Admiralty M                                          | HMS Moorsom, HMS Morris      |
| 2 torpédoborce třídy Talisman                                       | HMS Termagent, HMS Turbulent |

| detašované lodě Ninth Destroyer Flotilla (9. flotily torpédoborců) |                                                    |
| freg. kapitán M. L. Goldsmith                                      |                                                    |
| 4 torpédoborce třídy Laforey                                       | HMS Lydiard, HMS Landrail, HMS Laurel, HMS Liberty |

## Německé síly

### Širokomořské loďstvo
| Flottenflaggschiff (vlajková loď floty) |                          |                       |
| viceadmirál Reinhard Scheer             |                          |                       |
| SMS Friedrich der Große                 | bitevní loď třídy Kaiser | nám. kapitán T. Fuchs |

| I. Division (1. divize)                                    | |                                                                                             |
| viceadmirál E. Schmidt                                     | |                                                                                             |
| SMS Ostfriesland SMS Thüringen SMS Helgoland SMS Oldenburg | bitevní loď třídy Helgoland bitevní loď třídy Helgoland bitevní loď třídy Helgoland bitevní loď třídy Helgoland | nám. kapitán von Natzmer nám. kapitán H. Küsel nám. kapitán von Kameke nám. kapitán Höpfner |

| II. Division (2. divize)                         | |                                                                                          |
| kontradmirál Engelhardt                          | |                                                                                          |
| SMS Posen SMS Rheinland SMS Nassau SMS Westfalen | bitevní loď třídy Nassau bitevní loď třídy Nassau bitevní loď třídy Nassau bitevní loď třídy Nassau | nám. kapitán Lange nám. kapitán Rohardt nám. kapitán H. Klappenbach nám. kapitán Redlich |

| III. Division (3. divize)              |                                                                                            |                                                                    |
| kontradmirál Mauve                     |                                                                                            |                                                                    |
| SMS Deutschland SMS Hessen SMS Pommern | bitevní loď třídy Deutschland bitevní loď třídy Braunschweig bitevní loď třídy Deutschland | nám. kapitán H. Meurer nám. kapitán R. Bartels nám. kapitán Bölken |

| IV. Division (4. divize)                          |                                                                                           |                                                                        |
| kontradmirál F. von Dalwigk zu Lichtenfels        |                                                                                           |                                                                        |
| SMS Hannover SMS Schlesien SMS Schleswig-Holstein | bitevní loď třídy Deutschland bitevní loď třídy Deutschland bitevní loď třídy Deutschland | nám. kapitán W. Heine nám. kapitán F. Behncke nám. kapitán Barrentrapp |

| V. Division (5. divize)                                  |                                                                                                 |                                                                                               |
| kontradmirál Paul Behncke                                |                                                                                                 |                                                                                               |
| SMS König SMS Großer Kurfürst SMS Kronprinz SMS Markgraf | bitevní loď třídy König bitevní loď třídy König bitevní loď třídy König bitevní loď třídy König | nám. kapitán Brüninghaus nám. kapitán E. Goette nám. kapitán C. Feldt nám. kapitán Seiferling |

| VI. Division (6. divize)                         |                                                                            |                                                                            |
| kontradmirál Nordmann                            |                                                                            |                                                                            |
| SMS Kaiser SMS Kaiserin SMS Prinzregent Luitpold | bitevní loď třídy Kaiser bitevní loď třídy Kaiser bitevní loď třídy Kaiser | nám. kapitán F. von Kayserlink nám. kapitán Sievers nám. kapitán K. Heuser |

| IV. Aufklärungsgruppe (4. předzvědná skupina)                   | | |
| komodor von Reuter                                              | | |
| SMS Stettin SMS München SMS Hamburg SMS Frauenlob SMS Stuttgart | lehký křižník třídy Königsberg lehký křižník třídy Bremen lehký křižník třídy Bremen lehký křižník třídy Gazelle lehký křižník třídy Königsberg | nám. kapitán F. Regensburg nám. kapitán O. Böcker freg. kapitán von Gaudecker nám. kapitán G. Hoffmann nám. kapitán Hagedorn |

| 1. Führer der Torpedoboote                                                                                        |                               |                          |
| komodor Andreas Michelsen                                                                                         |                               |                          |
| SMS Rostock | lehký křižník třídy Karlsruhe | nám. kapitán O. Feldmann |
| I. Flottille (freg. kapitán C. Albrecht)                                                                          |                               |                          |
| Führerboot (vedoucí skupiny) : G39 1. Halbflottille : G40, G38, S32                                               |                               |                          |
| III. Flottille (nám. kapitán Hollmann)                                                                            |                               |                          |
| Führerboot (vedoucí skupiny) : S53 4. Halbflottille : S54, V48, G42 5. Halbflottille : V71, V73, G88              |                               |                          |
| V. Flottille (nám. kapitán Heinecke)                                                                              |                               |                          |
| Führerboot (vedoucí skupiny) : G11 9. Halbflottille : V1, V2, V3, V4, V6 10. Halbflottille : V5, G7, G8, G9, G10  |                               |                          |
| V. Flottille (nám. kapitán von Koch)                                                                              |                               |                          |
| Führerboot (vedoucí skupiny) : S24 13. Halbflottille : S15, S16, S17, S18, S20 14. Halbflottille : S19, S23, V189 |                               |                          |

### Předzvědný svaz
| 1. Aufklärungsgruppe (1. předzvědná skupina)                        | | |
| viceadmirál Franz von Hipper                                        | | |
| SMS Lützow SMS Derfflinger SMS Seydlitz SMS Moltke SMS Von der Tann | bitevní křižník třídy Derfflinger bitevní křižník třídy Derfflinger bitevní křižník třídy Seydlitz bitevní křižník třídy Moltke bitevní křižník třídy Von der Tann | nám. kapitán Harder nám. kapitán Hartog nám. kapitán M. von Egidy nám. kapitán von Karpf nám. kapitán Hans Zenker |

| 2. Aufklärungsgruppe (2. předzvědná skupina)      | |                                                                                         |
| kontradmirál Bödicker                             | |                                                                                         |
| SMS Frankfurt SMS Wiesbaden SMS Pillau SMS Elbing | lehký křižník třídy Wiesbaden lehký křižník třídy Wiesbaden lehký křižník třídy Pillau lehký křižník třídy Pillau | nám. kapitán T. von Trotha nám. kapitán Reiss nám. kapitán Mommsen nám. kapitán Madlung |

| 2. Führer der Torpedoboote                                                                                                  |                              |                       |
| komodor Heinrich |                              |                       |
| SMS Regensburg | lehký křižník třídy Graudenz | nám. kapitán Heuberer |
| II. Flottille(nám. kapitán Schuur)                                                                                          |                              |                       |
| Führerboot (vedoucí flotily) : B98 3. Halbflottille : G101, G102, B112, B97 4. Halbflottille : B109, B110, B111, G103, G104 |                              |                       |
| VI. Flottille(nám. kapitán Schultz)                                                                                         |                              |                       |
| Führerboot (vedoucí flotily) : G41 11. Halbflottille :V44, G87, G86 12. Halbflottille : V45, V46, V69, S50, G37             |                              |                       |
| IX. Flottille(nám. kapitán Goehle)                                                                                          |                              |                       |
| Führerboot (vedoucí flotily) : V28 17. Halbflottille : V26, V27, S36, S51, S52. 18. Halbflottille : V29, V30, S33, S34, S35 |                              |                       |